# Maroúsi
Maroúsi (Marousi, Maroussi) är en kommunhuvudort i Grekland.   Den ligger i prefekturen Nomarchía Athínas och regionen Attika, i den sydöstra delen av landet, 11 km nordost om huvudstaden Aten. Maroúsi ligger 220 meter över havet och antalet invånare är 72 333.
Terrängen runt Maroúsi är platt åt nordväst, men åt sydost är den kuperad.Runt Maroúsi är det tätbefolkat, med 257 invånare per kvadratkilometer. Närmaste större samhälle är Aten, 10,7 km sydväst om Maroúsi. 